# Destrutturazione
Il concetto di destrutturazione si configura nell'operazione di rompere la struttura classica di un genere consolidato.

## Descrizione
L'operazione può avvenire sia per addizione che per sottrazione, esasperando o scarnificando gli elementi portanti del genere.